# 金士檉
金 士檉（キム・サソン、朝鮮語: 김사성、1928年1月18日 - 2000年2月11日）は、大韓民国の警察公務員、政治家。第14代韓国国会議員。本貫は晋州金氏。

## 経歴
日本統治時代の平安北道熙川郡出身。檀国大学校法学科、ソウル大学校行政大学院、国防大学院卒。京畿道警察局長、治安本部警務課長、道路交通安全協会（現・韓国道路交通公団）理事長、第5代平安北道知事（以北五道）、株式会社青丘顧問を歴任した。第14代国会の全国区選出議員の鄭石謨が民自党を離党した後、繰り上げ当選して国会環境労働委員会委員を務めた。